# Wong Man Ching
Wong Man Ching (chinesisch 黃文靜; * 22. April 1981) ist eine Badmintonspielerin aus Hongkong.

## Karriere
Wong Man Ching  wurde 2006 und 2007 im Damendoppel Meisterin von Hongkong. Beide Titel errang sie dabei mit Chau Hoi Wah. Bei den Asienspielen 2006 wurde sie Neunte im Damendoppel mit Louisa Koon Wai Chee.

## Sportliche Erfolge
| Saison | Veranstaltung         | Disziplin    | Platz | Name                                 |
| ------ | --------------------- | ------------ | ----- | ------------------------------------ |
| 2006   | Asienspiele           | Damendoppel  | 9     | Wong Wai Hong / Louisa Koon Wai Chee |
| 2006   | Nationale Titelkämpfe | Herrendoppel | 1     | Wong Man Ching / Chau Hoi Wah        |
| 2007   | Nationale Titelkämpfe | Damendoppel  | 1     | Wong Man Ching / Chau Hoi Wah        |